# Ян Хакинг
Ян Хакинг, понякога на български и като Йън Хакинг, (на английски: Ian Hacking, роден 18 февруари 1936) е канадски философ, специализирал по философия на науката.
Известен е с това, че привнася исторически подход във философията на науката. Понякога е описван като важен член на Станфордската школа във философията на науката – група, която включва също Джон Дюпре, Нанси Картрайт и Питър Галисън. Той самият се идентифицира като кеймбриджки аналитичен философ.
Хакинг има бакалавърска и докторска степен от Кеймбридж. Получава награда „Холберг“ през 2009 г.

## Избрана библиография
- The Logic of Statistical Inference (1965)
- The Emergence of Probability (1975)
- Why Does Language Matter to Philosophy? (1975)
- Representing and Intervening (1983)
- The Taming of Chance (1990)
- Scientific Revolutions (1990)
- Rewriting the Soul: Multiple Personality and the Sciences of Memory (1995)
- Mad Travellers: Reflections on the Reality of Transient Mental Illness (1998)
- The Social Construction of What? (1999)
- An Introduction to Probability and Inductive Logic (2001)
- Historical Ontology (2002)